# Cauchy-Gleichung
Die Cauchy-Gleichung, auch Cauchy-Modell genannt, ist eine mathematische Beschreibung der Dispersion elektromagnetischer Wellen in Festkörpern über einen großen Spektralbereich. Sie kommt meist im Bereich des sichtbaren Lichts zur Anwendung. Der empirisch ermittelte Zusammenhang wurde 1830 von Augustin-Louis Cauchy veröffentlicht.

## Beschreibung
Die Cauchy-Gleichung ist eine parametrische Beschreibung des Brechungsindex {\displaystyle n} eines Materials in Abhängigkeit von der Wellenlänge in der Form: 
{\displaystyle n(\lambda )\;=\;B_{0}+\sum _{j=1}^{i}{\frac {B_{j}}{\lambda ^{2j}}}}
| Material                 | A      | B in μm2 |
| ------------------------ | ------ | -------- |
| Quarzglas                | 1,4580 | 0,00354  |
| Borsilikatglas (BK7)     | 1,5046 | 0,00420  |
| Kronglas (K5)            | 1,5220 | 0,00459  |
| Barium-Kronglas (BaK4)   | 1,5690 | 0,00531  |
| Barium-Flintglas (BaF10) | 1,6700 | 0,00743  |
| dichtes Flintglas (SF10) | 1,7280 | 0,01342  |

Für die meisten Materialien reichen aber bereits die ersten zwei Glieder der Reihe aus, um die gemessene Dispersion in einem eingegrenzten Spektralbereich ausreichend gut zu beschreiben. Aus diesem Grund werden häufig nur die Parameter A, B, C für die Beschreibung angegeben, dies gilt auch für viele optische Simulations- und Analyseprogramme, wie sie beispielsweise in der Ellipsometrie verwendet werden. Es gilt:
{\displaystyle n(\lambda )=A+{\frac {B}{\lambda ^{2}}}+{\frac {C}{\lambda ^{4}}}}
Die Beschreibung gilt allerdings nur für isotrope, nahezu ideal transparente Materialien. Das heißt, der Extinktionskoeffizient {\displaystyle k} im komplexen Brechungsindex {\displaystyle n-\mathrm {i} k} ist sehr klein. Um auch den Übergangsbereich zu einem Spektralbereich mit Absorption hinreichend gut zu beschreiben, kann die Cauchy-Gleichung um einen wellenlängenabhängigen Term für den Extinktionskoeffizienten erweitert werden:
{\displaystyle k(\lambda )\;=\;\alpha \,\mathrm {e} ^{12400\beta \left({\frac {1}{\lambda }}-{\frac {1}{\gamma }}\right)}}
wobei {\displaystyle \alpha }, {\displaystyle \beta } und {\displaystyle \gamma } entsprechenden Anpassungsparameter darstellen.
Für die Simulation von doppelbrechenden, also optisch anisotropen Materialien, bieten einige Analyse-Programme auch zusätzliche Modell-Erweiterungen an.

## Gültigkeit
Wie bereits beschrieben, gilt die Cauchy-Gleichung nur in einem eingegrenzten Spektralbereich. Das beschriebene Material darf in diesem Bereich keine Absorptionsbanden, beispielsweise durch Bandübergänge hervorgerufen, aufweisen. Daher können nur transparente Materialien hinreichend gut beschrieben werden. Physikalische Effekte wie anomale Dispersion, wie sie im Bereich von Absorptionszentren auftreten und auch das Absorptionsverhalten selbst können nicht beschrieben werden, daher auch keine Metalle.

Der Brechungsindex von Borsilikatglas (BK7) aufgetragen gegen die Wellenlänge. Im Diagramm werden die gemessenen Werte und entsprechende parametrische Anpassungen der Cauchy- bzw. Sellmeier-Gleichung miteinander verglichen.

Wolfgang von Sellmeier veröffentlichte 1871 ein erweitertes empirisches Modell, das nach ihm Sellmeier-Gleichung genannt wird. Es modelliert den Brechungsindex im Ultraviolett und im Infrarot besser. Allerdings ist auch diese Beschreibung auf Wellenlängen beschränkt, in denen das Material transparent ist. Eine verbesserte Beschreibung des Brechungsindizes für Metalle folgte Ende des 19. Jahrhunderts mit dem Drude-Modell für Metalle von Paul Drude. Hendrik A. Lorentz gelang es mit dem Modell des Lorentz-Oszillator die Ansätze von Drude und Sellmeier zu vereinigen.